# На висини задатка
На висини задатка (енгл. High Maintenance) америчка је интернет и телевизијска серија, коју су осмислили брачни пар Катја Бличфелд и Бен Синклер. Серија прати Типа,бруклинског дилера марихуане (кога глуми Синклер), док испоручује пошиљке својим ексцентричним и неуротичним муштеријама. Свака епизода доноси нове ликове.
Серија је првобитно приказивана на интернет сајту Вимио, где је приказано деветнаест епизода у трајању од 6 до 12 минута, током  периода од 9. новембра 2012. до 5. фебруара 2015. На висини задатка се 2016. преселила на кабловски канал Ејч-Би-Оу, где је приказана прва сезона од шест епизода у периоду од 16. септембра до 21. октобра 2016. Иако је концепт остао исти, серија је претрпела  одређене промене. Тако епизоде трају пола сата и укључују више појединачних ликова са којима се дилер сусреће у епизоди. Радња Ејч-Би-Оу верзије није нова серија, већ наставак интернет серије, тако да се гледалац поред нових ликова сусреће и са ликовима који су се појављивали у интернет епизодама  (Сероњама, Колином, Хајди, Патриком итд). Ејч-Би-Оу је обновио серију за другу сезону, која ће бити приказана 2017.
Серију одликуе црни хумор, гротескне ситуације, поглед на модерни живот у вишемилионском граду као и хуманистички третман људских мана и недостатака. На висини задатка нема развијен заплет, већ је више усмерена на приказивање специфичне ситуације у којој се налазе дилер и муштерија. Телевизијски критичари су је дочекали похвалама посебно истичући оштроумност сценарија и изванредну глумачку поставку.